# Čater
Čater je priimek v Sloveniji, ki ga je po podatkih Statističnega urada Republike Slovenije na dan 1. januarja 2010 uporabljalo 328 oseb in je med vsemi priimki po pogostosti uporabe uvrščen na 1.141. mesto.

## Znani nosilci priimka
- Dušan Čater (*1968), pisatelj, urednik, prevajalec, scenarist
- Herman Čater (*1941), fotograf, letalec-zmajar, lokostrelec
- Ivan (Ivo) Čater (1886-1956), podjetnik
- Martin Čater (*1992), alpski smučar
- Matjaž Čater, gozdar (in fotograf)?
- Tadej Čater (*1967), režiser, TV-urednik, publicist
- Tomaž Čater (*1976), ekonomist, univ. prof.
- Tone Čater, rock-kitarist